# Sitochroa palealis
Sitochroa palealis (Denis & Schiffermüller, 1775) è una lepidottero appartenente alla famiglia Crambidae, diffuso in Europa, Asia e Nordafrica.

## Descrizione

### Adulto
L'apertura alare varia dai 26 mm ai 34 mm.

### Biologia
La si può osservare volare da giugno a luglio a seconda delle zone climatiche.
Le sue larve si nutrono di Daucus carota, Peucedanum oreoselinum e di specie appartenenti ai generi Heracleum, Foeniculum e Silaum.